# Bakkerskil
De Bakkerskil is een kreek in de Brabantse Biesbosch.
De kreek (kil) begint bij het dorp Werkendam en 'stroomt' vervolgens langs het dorp Nieuwendijk, om uiteindelijk middels een gemaal uit te monden in het open water van de Biesbosch.
Vroeger was de Bakkerskil een breed vaarwater en stond het bovenstrooms in verbinding met de rivier de Merwede, en benedenstrooms met het open water van de Biesbosch. In 1815 werd in de dijk de Papsluis gebouwd als onderdeel van de Nieuwe Hollandse Waterlinie voor de inundatie van de Uppelse polder. Later is het deel van de Biesbosch in de omgeving van de Bakkerskil (de zogenaamde Oostwaard) geheel ingepolderd, waardoor de kreek aan beide kanten zijn open verbinding met het buitenwater verloor. Vandaag de dag resteert slechts een relatief breed, hoewel plaatselijk deels verland, kreekrestant van deze ooit machtige stroom.
De Bakkerskil vervult tegenwoordig een belangrijke afwateringsfunctie voor het omringende polderland van de Oostwaard (samen met de Bleeke Kil of Oostkil en de Bruine Kil).
Er bestaat ook een Bakkerskil nabij Krimpen aan de Lek. Die kreek staat in verbinding met de Nieuwe Maas.

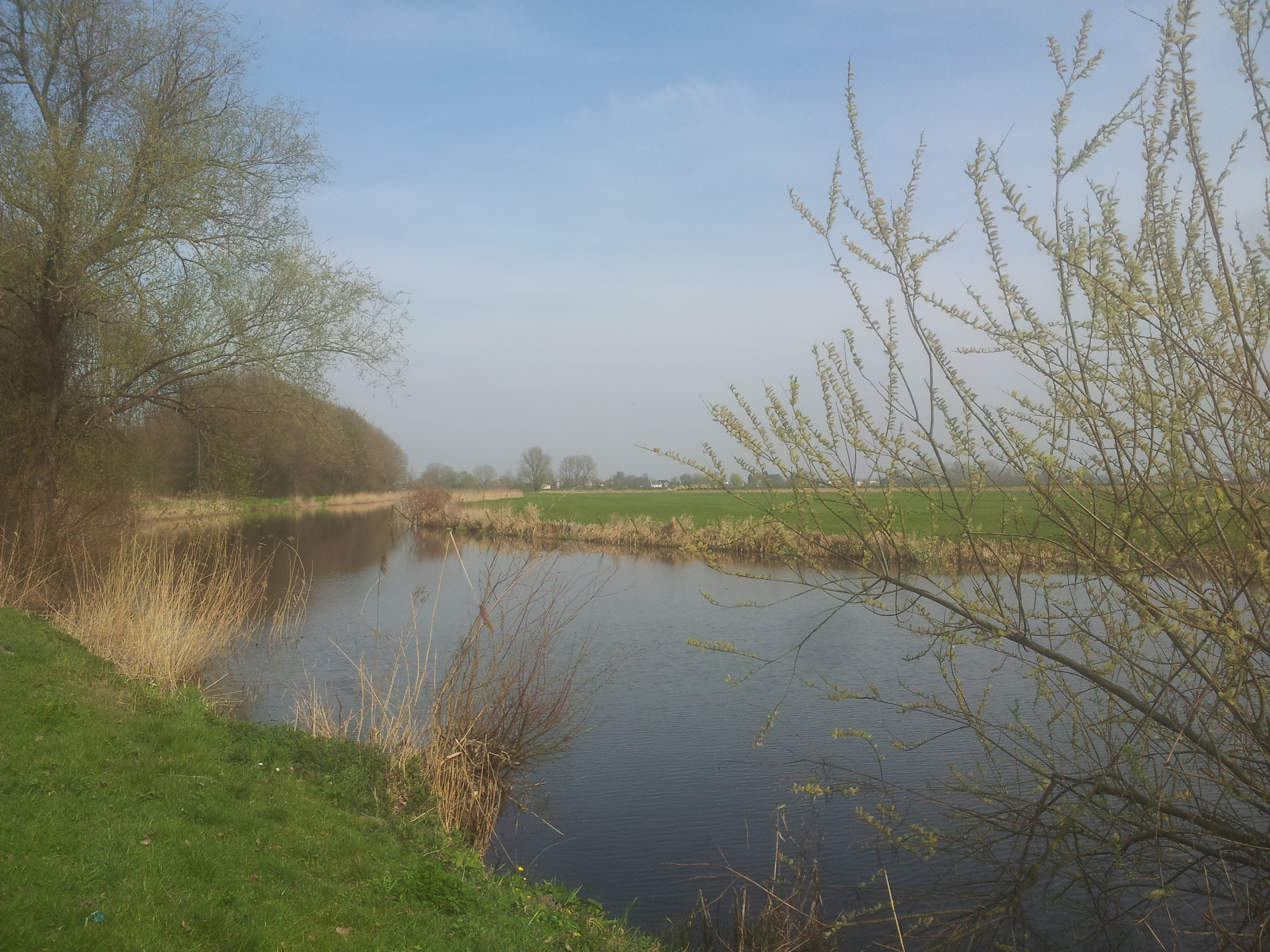
Bakkerskil bij Werkendam
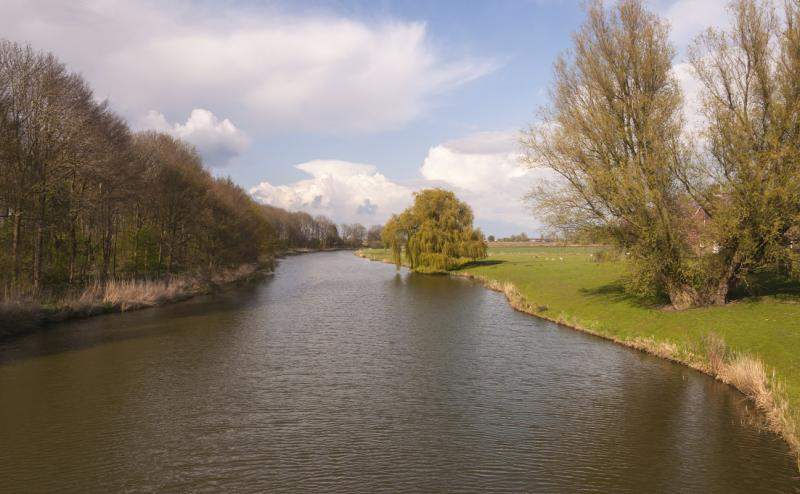
Bakkerskil bij Werkendam
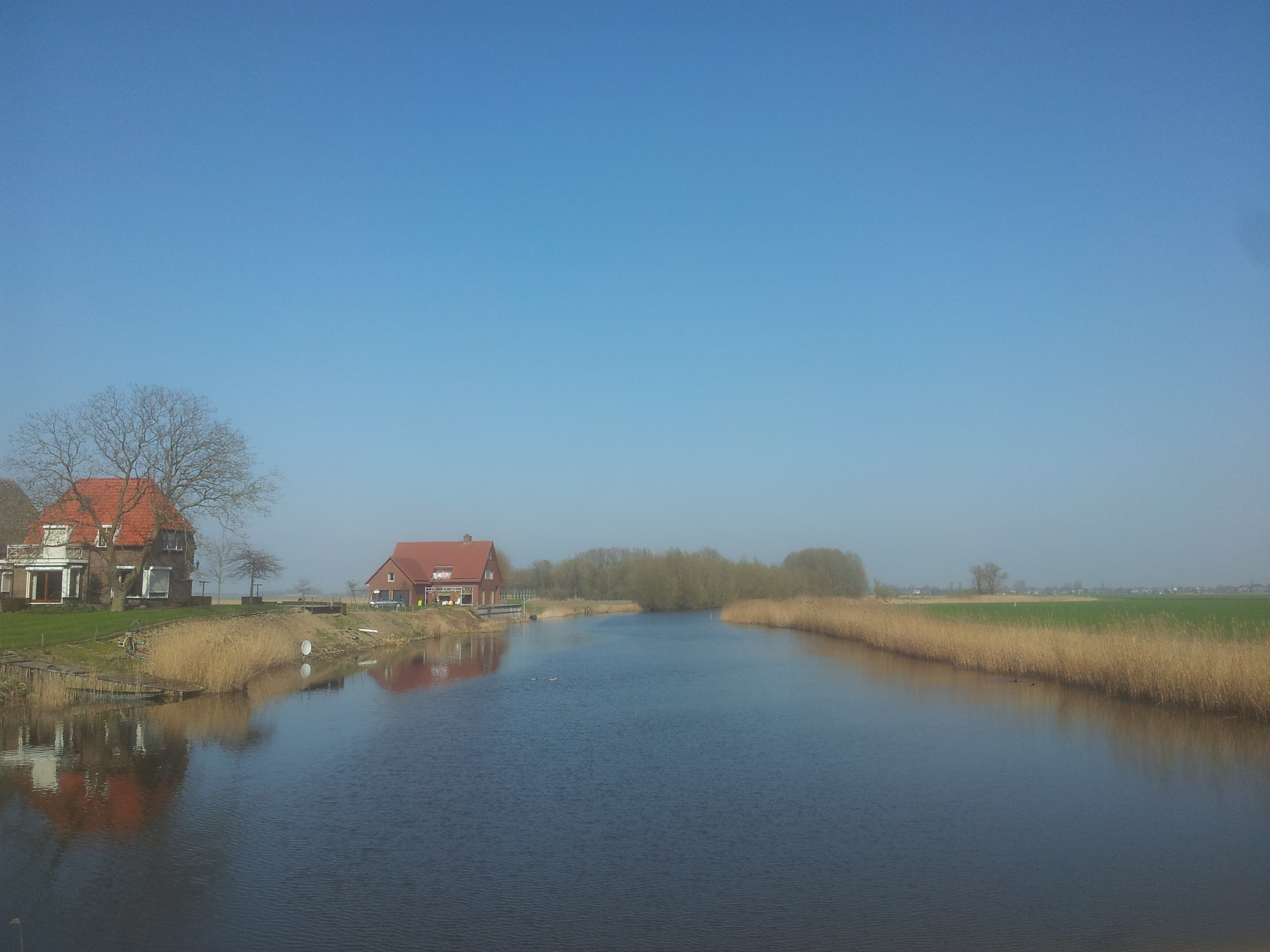
Bakkerskil bij Nieuwendijk
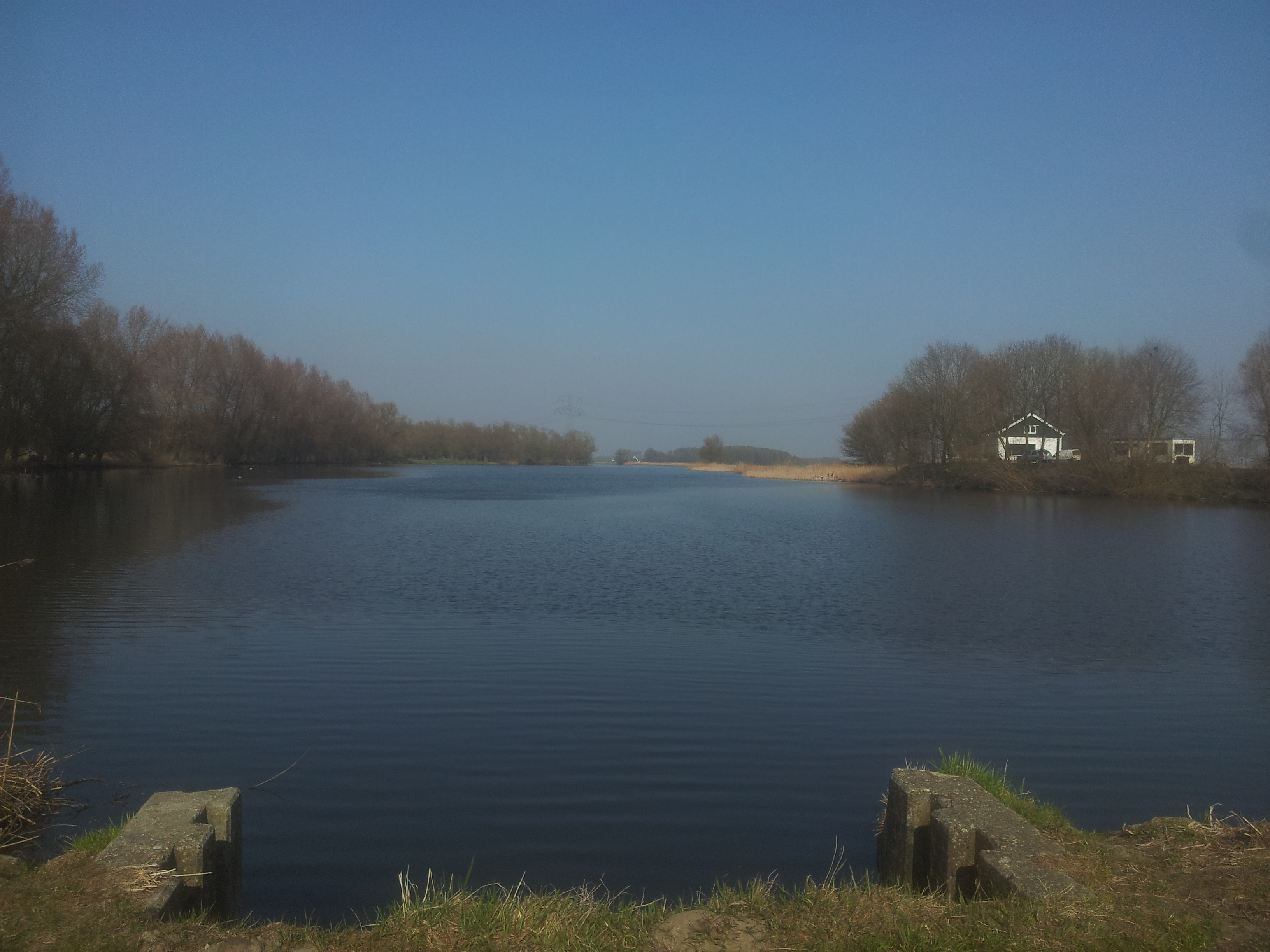
De Bakkerskil, gezien vanaf het Bakkerskilgemaal